# هی، هی هلن
«هی، هی هلن» (انگلیسی: Hey, Hey Helen) ترانه‌ای گلم راک از ابرگروه سوئدی موسیقی پاپ آبا است که در سال ۱۹۷۵ منتشر شد. «هی، هی هلن» ترانهٔ پشت صفحهٔ «ماما میا» در استرالیا (و «فرناندو» در بریتانیا) بود.
در سال ۱۹۹۰ گروه لاش این ترانه را بازخوانی کرد.